# Johann Martin Radeck
Johann Martin Radeck (getauft 15. September 1623 in Mühlhausen/Thüringen; † 1683 in Roskilde, Dänemark) war ein Organist der norddeutschen Orgelschule.

## Leben
Johann Martin Radeck war der dritte Sohn des Organisten Martin Radeck d. Ä. (um 1590–1663), dessen Familie ihren Wirkungskreis etwa ab den 1630er Jahren über Flensburg nach Dänemark ausweitete, wo sie rund ein Jahrhundert lang nachzuweisen ist. Johann Martin Radeck war mit Mettea Ludewigs (1623–1698) verheiratet. Ab spätestens 1654 ist er als Organist des Doms zu Roskilde nachweisbar. Seine Lebensdaten werden einer erhaltenen Grabplatte im Dom entnommen, die Inschrift lautet:

„JOHANN MARTIN RADECK | ORG ET VICA NAT MULHUS | THYRING | CUM VXORE | METTEA LUDEWIGS | NUNC TUMULUM SIBI | COMPARAVIT | AMBO NAT 1623 | ILLE OBIIT 1683. ILLA 1698 | … [Monogram:] JMR&ML.“

„Johann Martin Radeck, Organist und Vikar, geboren in Mühlhausen/Thüringen, erhielt dieses Grab gemeinsam mit seiner Frau Mette, geb. Ludewigs. Beide wurden 1623 geboren. Er starb 1683, sie 1698 … [Monogramm:] J[.] M[.] R[adeck] & M[.] L[udwigs]“

Von Radeck sind keine Kompositionen überliefert. Die Kantate Herr, wenn ich nur dich habe sowie weitere ihm früher zugeschriebene Werke stammen offenbar von seinem Neffen Martin Radeck, mit dem er wegen der unterschiedlichen Ehefrauen nicht zu identifizieren ist.